# Бездна!
«Бездна!» (англ. Bottomless Pit!) — 14 серия 1 сезона американского мультсериала «Гравити Фолз».

## Сюжет
Дядя Стэн показывает яму Дипперу, Мэйбл и Зусу, которая называется «Бездонная яма», так как она без дна. Они начали кидать туда все ненужные вещи. Мэйбл выкинула любовные письма Гидеона и коробку со страшными секретами, а Зус выбрасывает свои ботинки. Начинается буря, и Диппер говорит всем, чтобы те бежали в Хижину, но Стэн продолжает выкидывать вещи. Все пытаются оттащить его и падают в яму.
Внутри ямы они кричат от ужаса, но проходит много времени и им становится скучно. Мэйбл достаёт фонарик и всем видно, что они находятся «нигде». Стэн предлагает посмотреть карточный фокус, но карты вылетают из его рук. Тогда Зус предлагает рассказывать друг другу истории.

### «Голос за кадром»
В начале истории Мэйбл, Зус и Венди играют в игру «Крути-верти свинью». Свинья указывает на Стэна, и Мэйбл спрашивает у него, целовал ли он когда-нибудь свинью, но тот говорит, что это нескромный вопрос. Тут прибегает Диппер и кричит, что его укусила змея и его нужно срочно доставить в больницу. Все начинают смеяться и объясняют Дипперу, что его невозможно воспринимать всерьёз из-за его ломающегося голоса. Затем Зус включает ремикс голоса Диппера. Тогда раздражённый Диппер уходит.
Диппер идёт по городу, где встречает старика МакГакета, который говорит, что может помочь ему. МакГакет даёт ему микстуру, которая может изменять голос. Диппер выпивает и уходит, а МакГакет говорит, что у него изменится голос на следующее утро, если тот выживет. На следующее утро Диппер обнаруживает, что у него изменился голос. Он бежит показать себя Мэйбл, но она берёт клюшку для гольфа и кричит, чтобы некий злой колдун освободил её брата. Диппер убеждает её, что это он и показывает преимущества своего голоса. Он звонит по телефону и говорит, что он президент США. Но Мэйбл не нравится его голос, тогда Диппер и Мэйбл идут к Зусу. Тот реагирует так же, как и Мэйбл.
Расстроенный Диппер идёт искать Стэна, думая, что дядя оценит его новый голос. Он проходит мимо бара «Перелом черепа», где его голос узнаёт громила, которого он разыграл по телефону. Он собирает группу байкеров и гонится за Диппером. Диппер бежит и заворачивает в угол на свалку МакГакета. МакГакет говорит, что перепутал микстуры и дал Дипперу голос диктора. Он предлагает ему другую микстуру, но Диппер её не принимает. Дома Диппер показывает Мэйбл и Зусу, что его голос снова нормальный и говорит, что подмешал микстуру в кофе Стэну. Тут входит он сам и говорит противным женским голосом.

### Клёвая история Зуса про пинбол (хорошее название или нужна какая-то игра слов)
История начинается с того, как Зус играет в пинбол, чтобы поставить рекорд, но у него не выходит. Тогда Диппер и Мэйбл предлагают Зусу наклонить автомат. Зус сначала не соглашается, но потом наклоняет автомат и бьёт рекорд. Ковбой-череп из автомата говорит, что они схитрили и засасывает их в игру, чтобы наказать за жульничество.
Зус хочет отключить автомат, пока близнецы будут отвлекать ковбоя-черепа. У кнопки выключения Зус сомневается, так как при выключении сотрётся его рекорд, который он считает своим величайшим достижением. Близнецы пытаются убедить его, но он продолжает сомневаться. Ковбой-череп начинает засасывать близнецов, тогда Зус нажимает на кнопку. Все просыпаются возле автомата. Диппер сожалеет о том, что рекорд Зуса не сохранился, но тот говорит, что у него есть другое достижение — он спас друзей.

### История Стэна про американский футбол
В истории он забивает гол, благодаря чему выигрывает матч. Игроки извиняются, что считали стариков бесполезными. Ему дают кубок, а также он говорит, что не победил бы, если бы ему не помогал Футбот.

### Зубы правды
История начинается с того, как Пайнсы сидят возле машины Стэна и смотрят, как Отважный Дэн ведёт медведя, которого их дядя хочет научить водить. Медведь ведёт машину, но её останавливает шериф Блабс. Он требует объяснить, почему медведь ведёт машину. Стэн утверждает, что ему прописали медведя-поводыря и дал фальшивую справку от доктора по фамилии «Врач». Блабс пропускает его. Позднее в Хижине Чудес Мэйбл спрашивает Стэна, почему он солгал полицейским, а он отвечает, что солгал ради общего блага. Затем заходит Диппер и спрашивает, кто съел его спагетти, а Стэн солгал, что это был Зус.
На чердаке Мэйбл берёт дневник Диппера и находит в нём страницу о Зубах Правды, из-за которых человек перестаёт лгать и говорит только правду. В середине ночи Мэйбл заходит в спальню Стэна и вставляет ему зубы правды. Затем она будит его, чтобы проверить. Зубы правды работают. На следующее утро Мэйбл рассказывает Дипперу о зубах, но он говорит, что это ужасная идея. Тем не менее, Диппер пробует спросить дядю и тот говорит правду.
Всё выходит из-под контроля, когда Стэн начинает оскорблять туристов и звонить в налоговую, говоря, что нарушил закон. Безграничная честность раздражает близнецов. В Хижину Чудес приходят Шериф Блабс и заместитель Дурланд. Блабс утверждает, что в Гравити Фолз нет доктора по фамилии «Врач». Стэн говорит, что солгал и назвал Блабса жирным. Стэна собираются уводить, но тут Мэйбл не выдерживает и говорит, что её дядя пишет детективные романы и сейчас изображает одного из героев его книги. Полицейские уходят, а Мэйбл отбирает зубы правды у Стэна и запирает их в ящике, который выбрасывает в начале эпизода.

### Конец эпизода
Диппер видит яркий свет в конце ямы и думает, что сейчас все они разобьются. Тут они вылетают из ямы. Диппер говорит, что время остановилось, пока они падали и предполагает, что они попали в червоточину. Пайнсы решили никому не рассказывать, что с ними произошло, но Стэн снова падает в яму. Остальные уходят, уверенные в том, что он вернётся. В титрах Стэн продолжает лететь в яме со скучающим видом.

## Производство и вещание
Сценарий эпизода был написан создателями шоу Алексом Хиршем и Майклом Риандой.
В день премьеры этот эпизод посмотрели 3,095 миллиона человек.

## Оценки критиков
Обозреватель развлекательного веб-сайта The A.V. Club Аласдер Уилкинс поставил эпизоду оценку «A-», так как ему понравилась «относительная безумность этих историй».